# Drabina

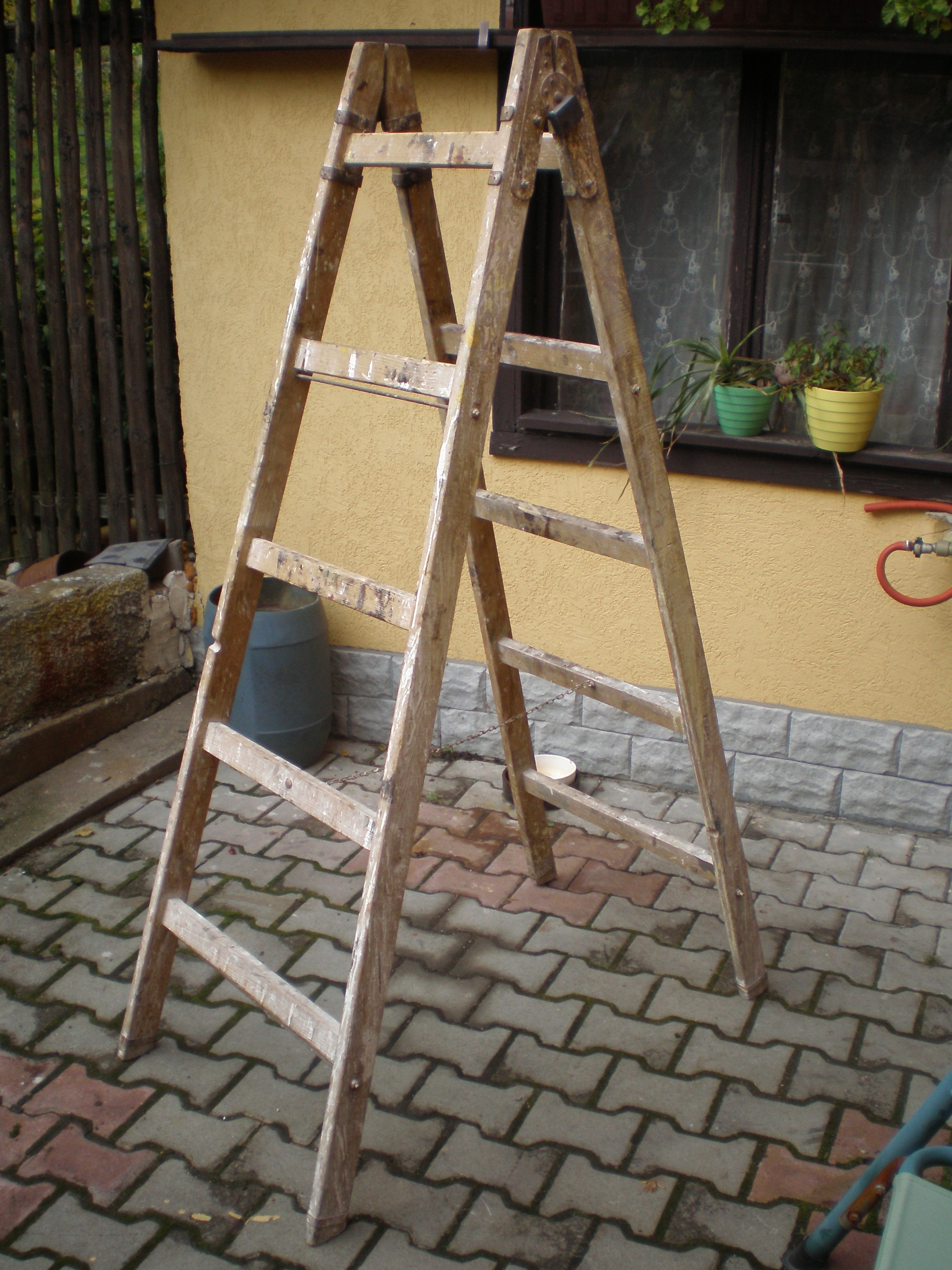
Drabina drewniana

Drabina – konstrukcja ułatwiająca wchodzenie na niewielkie wysokości, zazwyczaj do kilku metrów. Wykonana z drewna lub metalu, składa się z dwóch pionowych belek połączonych poziomymi szczeblami. Drabiny mają często konstrukcję składaną ułatwiającą jej transport. Stanowi podstawowe wyposażenie wozów strażackich.
Drabina może być używana w pozycji pionowej, o ile jest przymocowana (najczęściej do ściany). Można też jej używać w pozycji pochylonej, gdy drabina jest oparta np. o mur. Jedną z podstawowych cech drabiny jest to, że szczeble drabiny służą do chwytania rękami jak i do stawiania nogi. Schody w odróżnieniu od drabiny mają stopnie, na których staje się nogami, ale nie chwyta się ich rękami. Stopnie schodów mają taką powierzchnię, że można na nich stać bez trzymania się rękami. Na szczeblach drabiny zazwyczaj trzeba dodatkowo trzymać się rękami.
Drabina umożliwia wchodzenie po większej stromiźnie niż schody (w szczególności wejście pionowe). Poważną zaletą drabiny w stosunku do schodów jest też to, że można ją łatwo przenosić. 
Drabiny niekiedy montuje się w górach, aby ułatwić turystom lub wspinaczom pokonanie szczególnie trudnej ściany. W polskich Tatrach znajdują się cztery drabinki dla turystów: dwie z nich w rejonie Doliny Kościeliskiej (w Jaskini Raptawickiej oraz w Wąwozie Kraków), dwie na Orlej Perci (na zejściu z Zamarłej Turni na Kozią Przełęcz oraz na trawersie Orlich Turniczek). Drabina znajduje się również na najpopularniejszej drodze na Mount Everest, w jej najtrudniejszym technicznie miejscu zwanym Drugim Uskokiem. 
Drabiny drewniane nie mogą być malowane farbami kryjącymi, ponieważ te kryją ewentualne wady drewna. Wady drewna w postaci pęknięć, sęków, skośnego biegu słojów, zgnilizny, uszkodzenie przez owady mogą być poważnym zagrożeniem dla zdrowia lub życia użytkownika.

## Drabiny

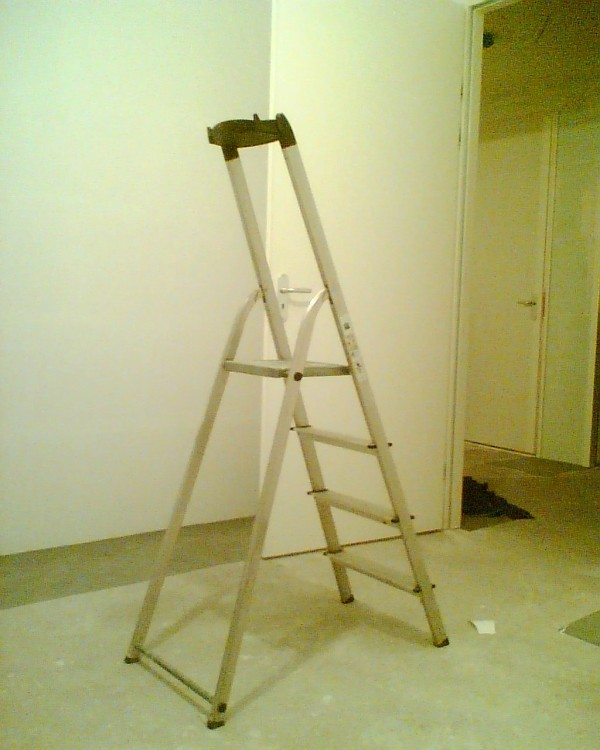
malarska
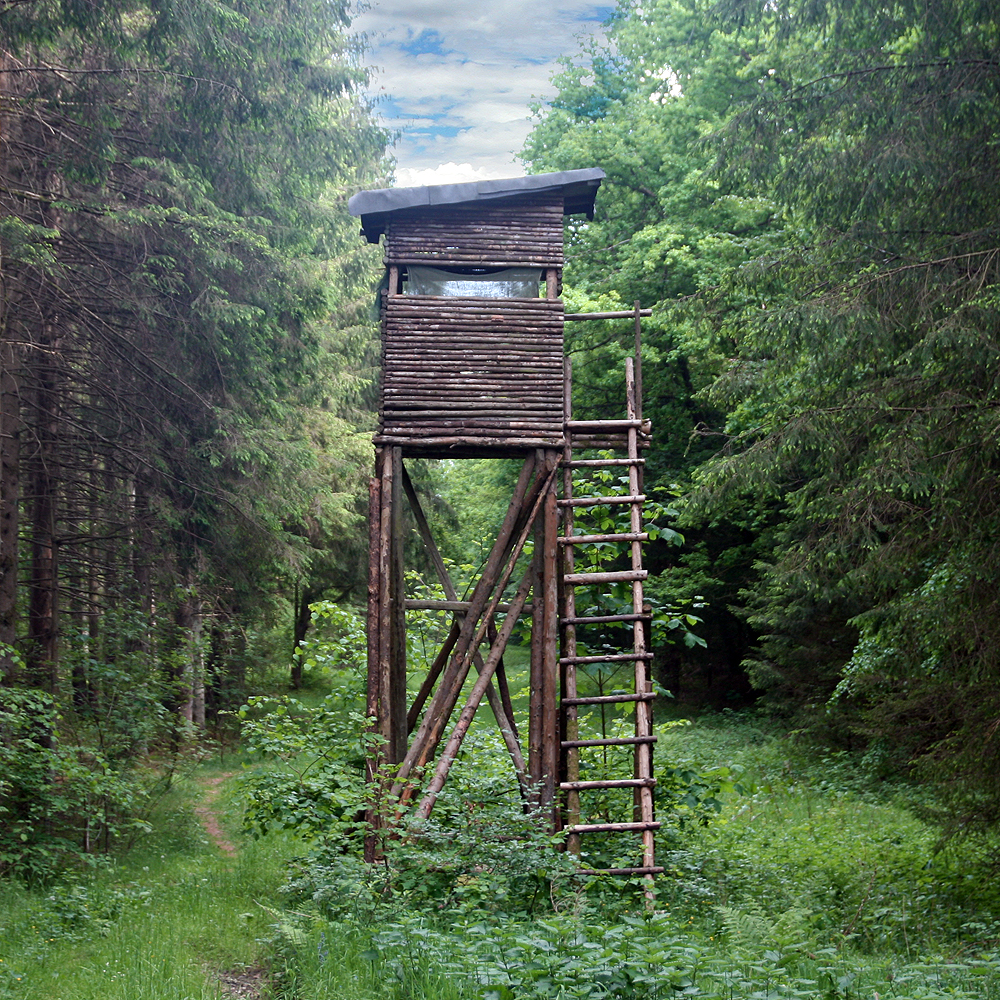
prowizoryczna
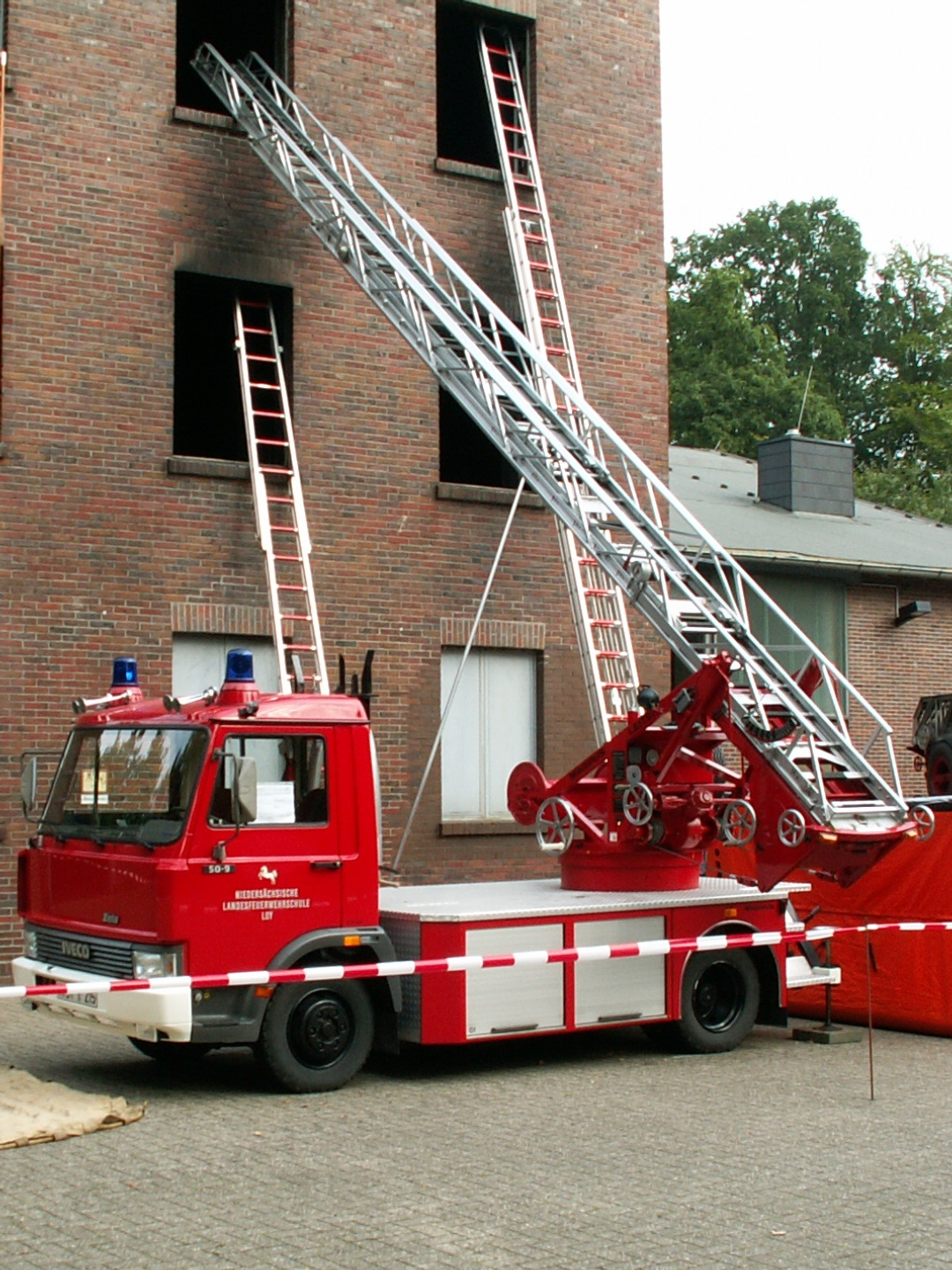
strażacka
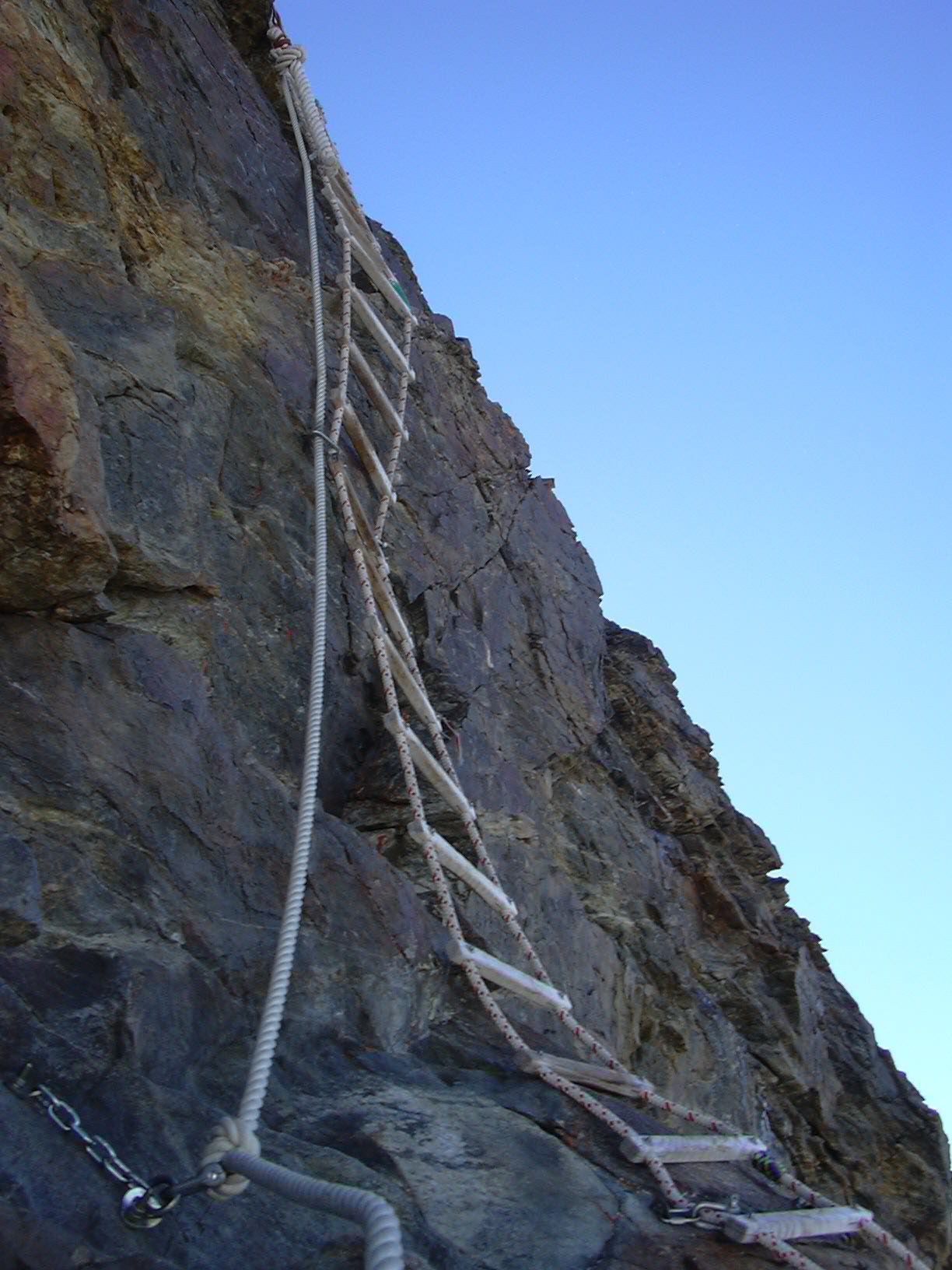
sznurowa